# Nick Rahall
Nick Joe Rahall II, né le 20 mai 1949 à Beckley (Virginie-Occidentale), est un homme politique américain, représentant démocrate de Virginie-Occidentale à la Chambre des représentants des États-Unis de 1977 à 2015.

## Biographie

### Études et débuts professionnels
Après une scolarité dans sa ville natale de Beckley, Nick Rahall est diplômé d'un baccalauréat universitaire de l'université Duke en 1971. La même année, il rejoint l'équipe du whip du Sénat des États-Unis, Robert Byrd.

### Représentant des États-Unis

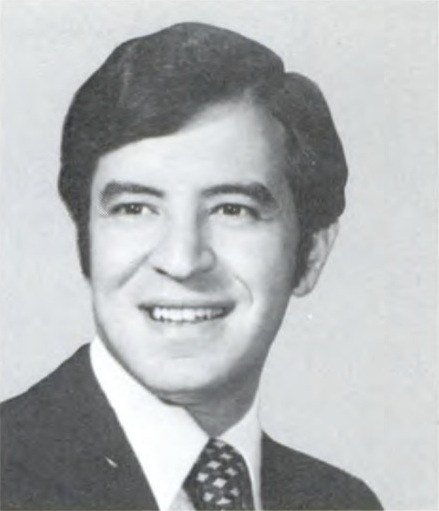
Portrait officiel de Rahall en 1977.

En 1976, Nick Rahall se présente à la Chambre des représentants des États-Unis dans la 4e circonscription de Virginie-Occidentale dont le sortant Ken Hechler (en) se porte candidat au poste de gouverneur. Hechler perd cependant la primaire démocrate face à Jay Rockefeller et monte une campagne write-in face à Rahall,. Rahall est élu représentant avec 45,6 % des suffrages, devant Hechler (36,6 %) et le républicain Steve Goodman (17,8 %),.
De 1978 à 1986, il est réélu tous les deux ans avec plus de deux tiers des voix. En 1988, il bat la républicaine Marianne Brewster avec 61,3 % des suffrages ; deux ans plus tard, il est réélu de peu face à la candidate avec 52 % des suffrages,. En 1992, la Virginie-Occidentale perd une circonscription et Rahall est réélu dans le 3e district. De 1992 à 2008, il est toujours reconduit par plus de 62 % des électeurs.
Durant les 110e et 111e congrès, il préside la commission sur les ressources naturelles de la Chambre. Rahall est réélu avec 56 % des suffrages en 2010 face à Elliott Maynard, puis avec 54 % en 2012 face à Rick Snuffer.
Dans un district ayant voté à 66 % pour Mitt Romney en 2012, Rahall est une cible des républicains lors des élections de novembre 2014. Attaqué par de nombreuses publicités le liant à l'Obamacare et à la « guerre contre le charbon » prétendument menée par Barack Obama, ses opinions favorables chutent. Rahall se retrouve distancé dans les sondages par le républican Evan Jenkins. Il est finalement battu par Jenkins, qui le devance de 10 points à 55 % des voix.
En mars 2016, il rejoint le cabinet de lobbying Cassidy & Associates.

### Vie privée
Marié à Melinda Rahall, il a trois enfants : Rebecca, Nick Joe III et Suzanne Nicole.